# Rempoteuse

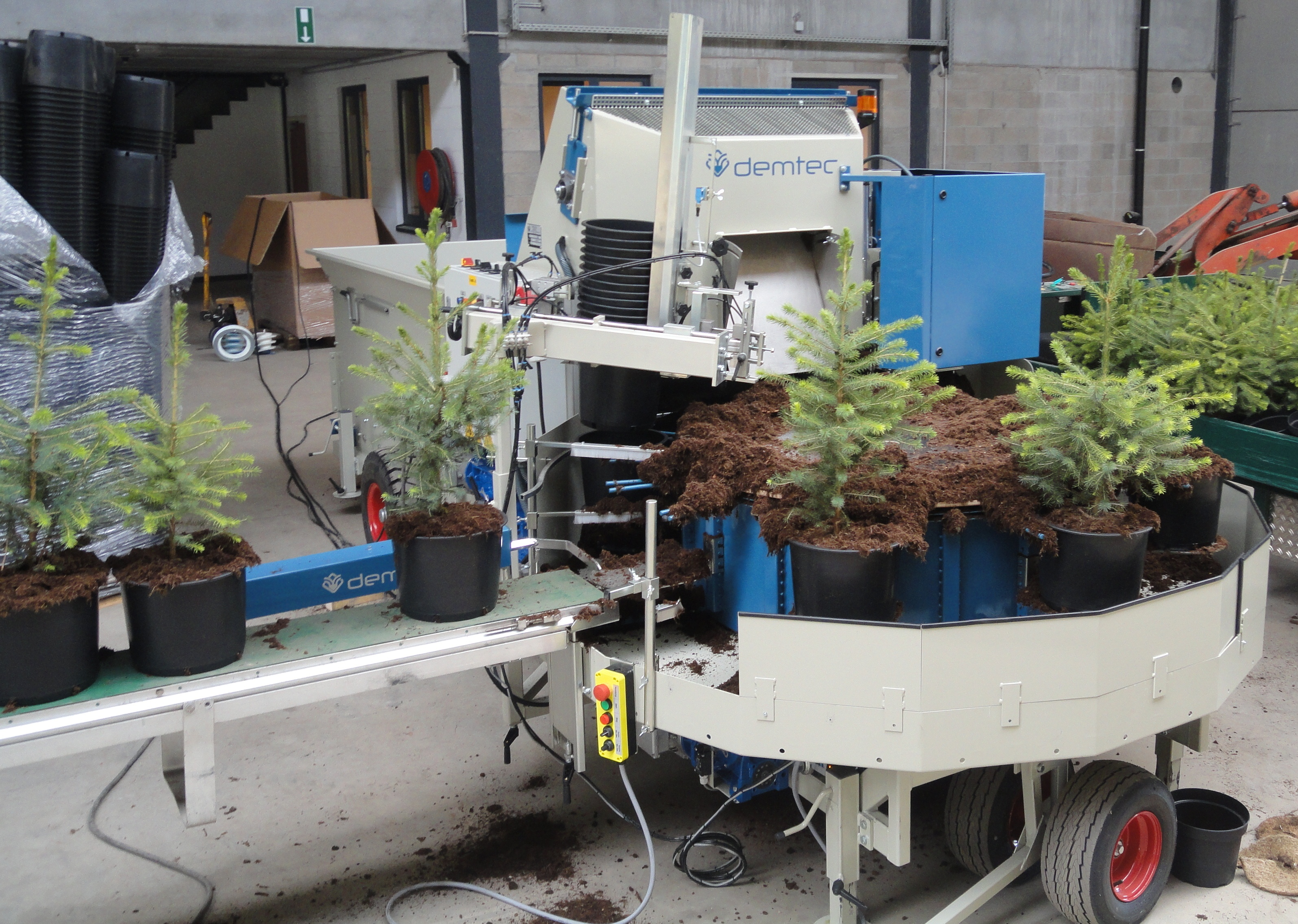
Rempoteuse en fonctionnement.

Une rempoteuse est une machine utilisée en horticulture pour rempoter les supports de culture, comme les pots ou les godets. Le terme remplisseuse est utilisé pour les supports de culture tels que les plaques alvéolées ou les plaques de pots.

## Histoire
La rempoteuse a été inventée en 1967 par l’allemand George Mayer. Il s’agissait alors d’une machine équipée un réservoir à terreau et d’un plantoir automatique. Les pots devaient être remplis à la main et insérés dans la machine, qui s’occupait de faire un trou dans le terreau. En 1969, George Mayer apporte une évolution à sa machine : un système permettant le remplissage automatique des pots. Le système de carrousel a durablement marqué l’industrie, de telle sorte que de nombreuses machines sont sur ce modèle.

## Fonctionnement
Une rempoteuse facilite deux étapes de la gestion d’une plante : la gestion du terreau et la gestion des pots prêts à recevoir une plante. La taille des réservoirs à terreau et la taille des pots utilisés varient en fonction de la machine, allant de 5 cm à 40 cm pour les pots. Il existe plusieurs types de rempoteuse, dont la différence est surtout le niveau d’automatisation de la machine.

### Rempoteuse semi-automatique
Les rempoteuses semi-automatiques sont équipées de distributeurs de terreau. Un tapis amène un pot et un opérateur humain s’occupe de déclencher le distributeur pour correctement remplir le pot. Il existe alors deux possibilités : le pot est rempli partiellement, la plante est positionnée et du terreau est ajouté ou le pot est rempli totalement et un trou est creusé pour y positionner la plante.
La plupart des rempoteuses semi-automatiques ont un système de récupération du terreau si celui tombe hors du pot. Le terreau est alors réinjecté dans le réservoir à terreau.

### Rempoteuse automatique
Les rempoteuses automatiques remplissent les pots avec du terreau, y font un trou et déplacent les pots vers la suite de la ligne de production, où les plants sont insérés, manuellement ou robotiquement. Plusieurs options supplémentaires sont disponibles sur les rempoteuses automatiques comme un distributeur automatique de pots, un distributeur de fertilisant ou encore un tunnel d’arrosage.

## Avantages économiques
L’utilisation d’une rempoteuse permet de faire gagner et d’assurer une uniformité dans le rempotage des plantes sur une ligne de production.

## Utilité du rempotage
Le rempotage est une étape importante pour les plantes en pot. Elle offre deux avantages : fournir un pot plus grand pour que les racines puissent se développer et renouveler le terreau.